# Cinturón a Mallorca
Le Cinturón a Mallorca (en langue espagnol : Cinturón Ciclista Internacional a Mallorca ) également appelé Vuelta a Mallorca (Challenge de Majorque ou Tour de Majorque) est une course cycliste par étapes espagnole qui a été organisée de 1964 à 2011. L'épreuve était réservée aux amateurs avant que la course ne soit rentrée dans le calendrier de l'UCI Europe Tour, dans la catégorie 2.2.

## Palmarès
| Année     | Vainqueur              | Deuxième            | Troisième               |
| --------- | ---------------------- | ------------------- | ----------------------- |
| 1964      | Francisco Juan Granell | Jordi Cañellas      | Gabriel Mascaró         |
| 1965      | Antoni Cerdà           |                     |                         |
| 1966      | José Ramón Goyeneche   |                     |                         |
| 1967      | Manuel Iborra          |                     |                         |
| 1968      | Francisco Galdós       |                     |                         |
| 1969      | Manuel Andrade         |                     |                         |
| 1970      | José Casas             |                     |                         |
| 1971-1972 | Non-disputé            |                     |                         |
| 1973      | Manuel Esparza         |                     |                         |
| 1974      | Jesús Lindez           | José Nazábal        | Francisco Javier Cedena |
| 1975      | Francisco Fernández    | Miguel Verdera      | Paulino Martinez        |
| 1976      | Sean Kelly             |                     |                         |
| 1977      | Faustino Rupérez       |                     |                         |
| 1978      | José Antonio Cabrero   |                     |                         |
| 1979      | Anders Adamsson        |                     |                         |
| 1980      | Ángel Camarillo        |                     |                         |
| 1981      | Enrique Aja            |                     | Marc Van den Brande     |
| 1982      | Daniel Heggli          | Peter Wollenmann    | Enrique Aja             |
| 1983      | Peter Wollenmann       |                     |                         |
| 1984      | José Salvador Sanchis  | Juan Gomila         | Patrick Jacobs          |
| 1985      | Mauro Ribeiro          |                     | Joaquim Faura           |
| 1986      | Luc Suykerbuyk         |                     | Bernardo Mazón          |
| 1987      | Agustín Sebastià       |                     | Mario Gentili           |
| 1988      | Luigi Bielli           | Tom Cordes          |                         |
| 1989      | Juan Alberto Reig      | Marco Toffali       | Fernando Pinero         |
| 1990      | Evgueni Zagrebelny     | Viktor Rjaksinski   |                         |
| 1991      | Vladimir Kozárek       |                     |                         |
| 1992      | Arvis Piziks           | Petr Konečný        |                         |
| 1993      | Michael Andersson      | Antonio Vargas      | Joaquim Miguelañez      |
| 1994      | Frederik Bertelsen     | Jan Bo Petersen     | Dirk Müller             |
| 1995      | Frederik Bertelsen     | Oscar Camenzind     | Andrea Guidotti         |
| 1996      | Ruslan Ivanov          | Sergio Rodríguez    | César García            |
| 1997      | Martin Rittsel         | Bo André Namtvedt   | Hanskurt Brand          |
| 1998      | Henrik Sparr           |                     |                         |
| 1999      | Juan Manuel Fuentes    | José Guillén        | Guennadi Mikhailov      |
| 2000      | Vladimir Karpets       |                     |                         |
| 2001      | Bradley Wiggins        | Enrico Poitschke    | Guillermo Ferrer        |
| 2002      | Sergi Escobar          | Christophe Cousinié | Oleg Rodionov           |
| 2003      | Lars Teutenberg        | Sergi Escobar       | Carlos Zárate           |
| 2004      | Alexis Rodríguez       | Marino Sánchez      | Norbert Poels           |
| 2005      | Dmitry Kozontchuk      | Linus Gerdemann     | Francisco Torrella      |
| 2006      | Pavel Brutt            | Gabriel Rasch       | Pedro Romero            |
| 2007      | Richard Faltus         | Marcel Fischer      | Josu Mondelo            |
| 2008      | Dirk Müller            | Jörg Lehmann        | Carlos Ospina           |
| 2009      | Sergio Henao           | Dirk Müller         | Enrique Salgueiro       |
| 2010      | Sergio Mantecón        | David Belda         | Sven Krauss             |
| 2011      | Iker Camaño            | Tadej Valjavec      | Ian Bibby               |